# مایکل جکسون: سی‌امین سالگرد فعالیت هنری
مایکل جکسون: سی‌امین سالگرد فعالیت هنری (به انگلیسی: Michael Jackson: 30th Anniversary Special)؛ نام ویژه‌برنامه‌ای است که توسط مایکل جکسون و برای جشن گرفتن سی سال فعالیت انفرادی در صنعت موسیقی و سرگرمی برگزار شد. این ویژه‌برنامه شامل دو کنسرت در روزهای ۷ و ۱۰ سپتامبر ۲۰۰۱ بود که در سالن مدیسن اسکوئر گاردن در شهر نیویورک، آمریکا برگزار شد.
به نظر برخی از طرفداران، جکسون در اولین کنسرت گیج به نظر می‌رسید زیرا فقط یک حرکت کوتاه ماه انجام داد و پایان اجرای «بیلی جین» را بداهه خواند. بعدها جکسون گفت که برای اولین کنسرت تمرین نکرده بود و به همین علت کنسرت اول با مایکل واقعی فاصل داشت امادر مستند مایکل جکسون زندگی یک بت سال ۲۰۱۱، مجری برنامه دیوید گست ادعا کرد که جکسون در جریان کنسرت اول برای تسکین درد کمر خود از آرامبخش قوی دمرول استفاده کرده بود.
در این ویژه‌برنامه، هنرمندانی همانند: لیزا مینلی، بیلی گیلمن، مارک آنتونی، انسینک، کریس تاکر، بریتنی اسپیرز، ساموئل ال. جکسون، ویتنی هوستون، آشر، مارلون براندو، شگی، ری چارلز، الیزابت تیلور، گلوریا استفان، جیمز اینگرام، جکسون فایو، اسلش، میسی الیوت، نلی فورتادو، گلوریا گینور، گلادیس نایت، کنی راجرز، کوئینسی جونز و یوکو اونو به اجرای برنامه یا سخنرانی پرداختند
کنسرت دوم تنها چند ساعت قبل از حملات ۱۱ سپتامبر به برج‌های تجارت جهانی آمریکا در نیویورک، آمریکا برگزار شد. همچنین جکسون در مرکز تجارت جهانی نیویورک در همان روز قرار ملاقات داشت که به علت خواب ماندن، سر قرار نرسید.
پس از حملات، جکسون از یک کنسرت خیریه با عنوان چه چیزی بیشتر می‌تونم بدم حمایت مالی کرد. این کنسرت‌ها در واشینگتن دی سی برگزار شد. دیگر هنرمندان برجسته ای که همراه با مایکل در این کنسرت شرکت داشتند: جنیفر لوپز، اسلش، ماریا کری، جیمز براون، کریستینا اگیلرا، پینک، آشر، جاستین تیمبرلیک، بریتنی اسپیرز، کریستال هریس، جانت جکسون کریستینا میلیان،￼￼ بیلی گیلمن، ماری جی

## تاریخ کنسرت‌ها
| # | روز             | شهر          | کشور   | مکان               |
| - | --------------- | ------------ | ------ | ------------------ |
| ۱ | ۷ سپتامبر ۲۰۰۱  | نیویورک سیتی | آمریکا | مدیسن اسکوئر گاردن |
| ۲ | ۱۰ سپتامبر ۲۰۰۱ | نیویورک سیتی | آمریکا | مدیسن اسکوئر گاردن |